# Brauerei Märkl

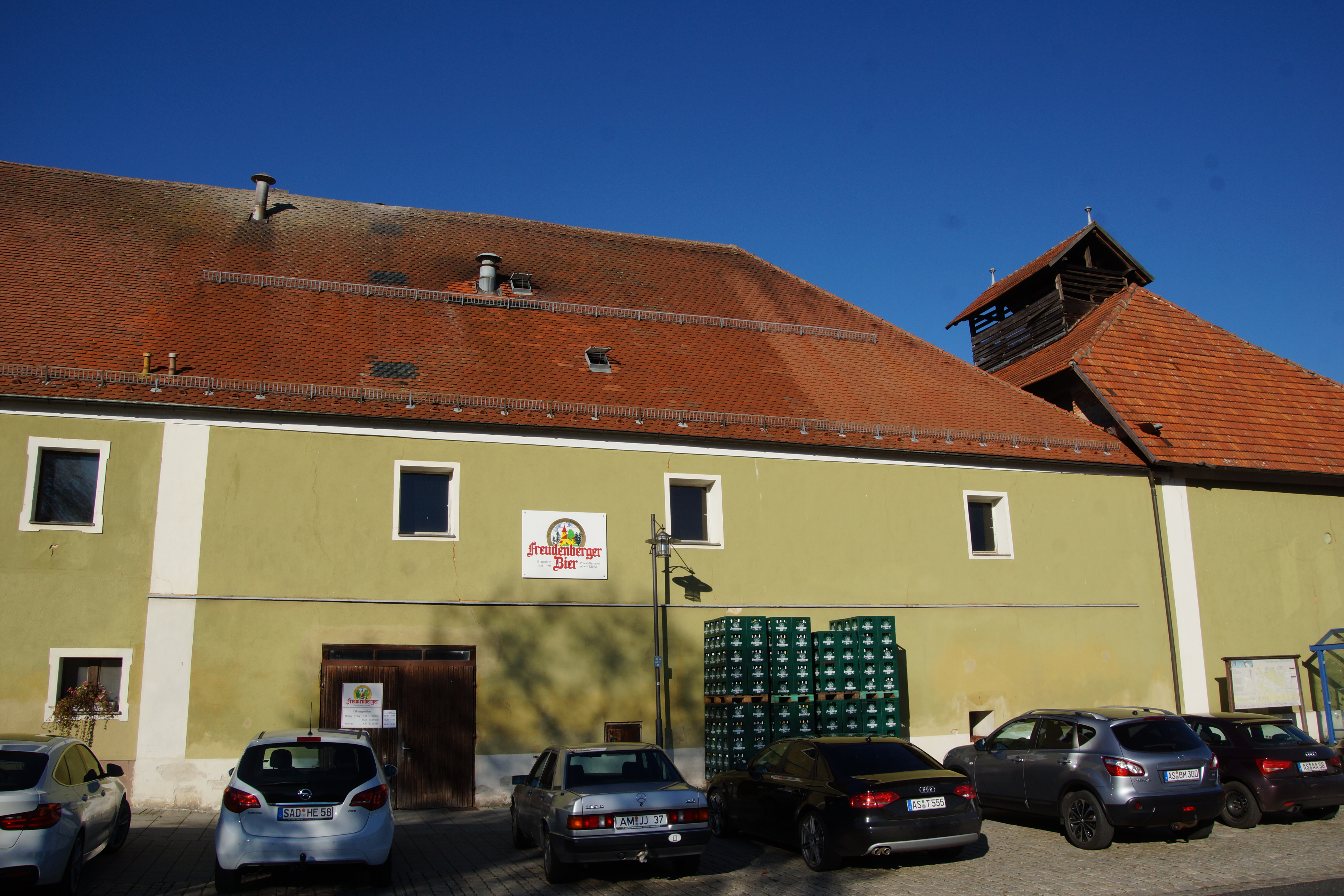
Die Brauerei in Freudenberg

Die Brauerei Märkl war eine kleine Traditionsbrauerei in Freudenberg in der Oberpfalz. Ihre Wurzeln reichen bis ins Jahr 1466 zurück, als die Braustätte erstmals urkundlich erwähnt wurde. Ab 1784 befand sie sich im Besitz der Familie Märkl und galt als die älteste Brauerei in der Region Amberg. Am 7. Januar 2025 wurde das Ende der Brautätigkeit bekanntgegeben. Am 17. Mai 2025 öffnete der Brauereiverkauf zum letzten Mal für Kundinnen und Kunden.
Im Jahr 2008 lag der Jahresausstoß der Brauerei bei rund 5.000 Hektolitern Bier.

## Biersorten
Folgende Sorten wurden unter dem Namen „Freudenberger Bier“ angeboten:
- Freudenberger Hell
- Freudenberger Pils
- Freudenberger Dunkel
- Freudenberger Hefeweizen
- Freudenberger Märkator (Dunkler Doppelbock)
- Freudenberger Leicht
- Freudenberger Leichtes Weizen

Neben diesen Standardsorten wurde saisonal auch ein Maibock und vor Weihnachten ein Festbier gebraut.
Alle Sorten waren in 0,5-l-Flaschen erhältlich. Freudenberger Pils wurde zudem in einer grünen 0,33-l-Flasche vertrieben. Ferner wurden die beliebtesten Sorten auch in Fässer abgefüllt (auch kleine Party-Mehrweg-Fässer).
Erhältlich waren die Biere nur regional bei der Brauerei oder in einigen Geschäften in bzw. in der Gegend um Amberg.

## Auszeichnungen
Die Freudenberger Biere waren beim internationalen World Beer Cup erfolgreich und konnten Spitzenplatzierungen mit Freudenberger Hell, Freudenberger Pils, Freudenberger Hefeweizen, Freudenberger Märkator und Freudenberger Leicht erreichen.
Im November 2010 folgte ein weiterer Preis der Brauszene, der goldene „European Beer Star“, den die Brauerei Märkl für die Sorte Freudenberger Dunkel erhielt.